# Confettikanon

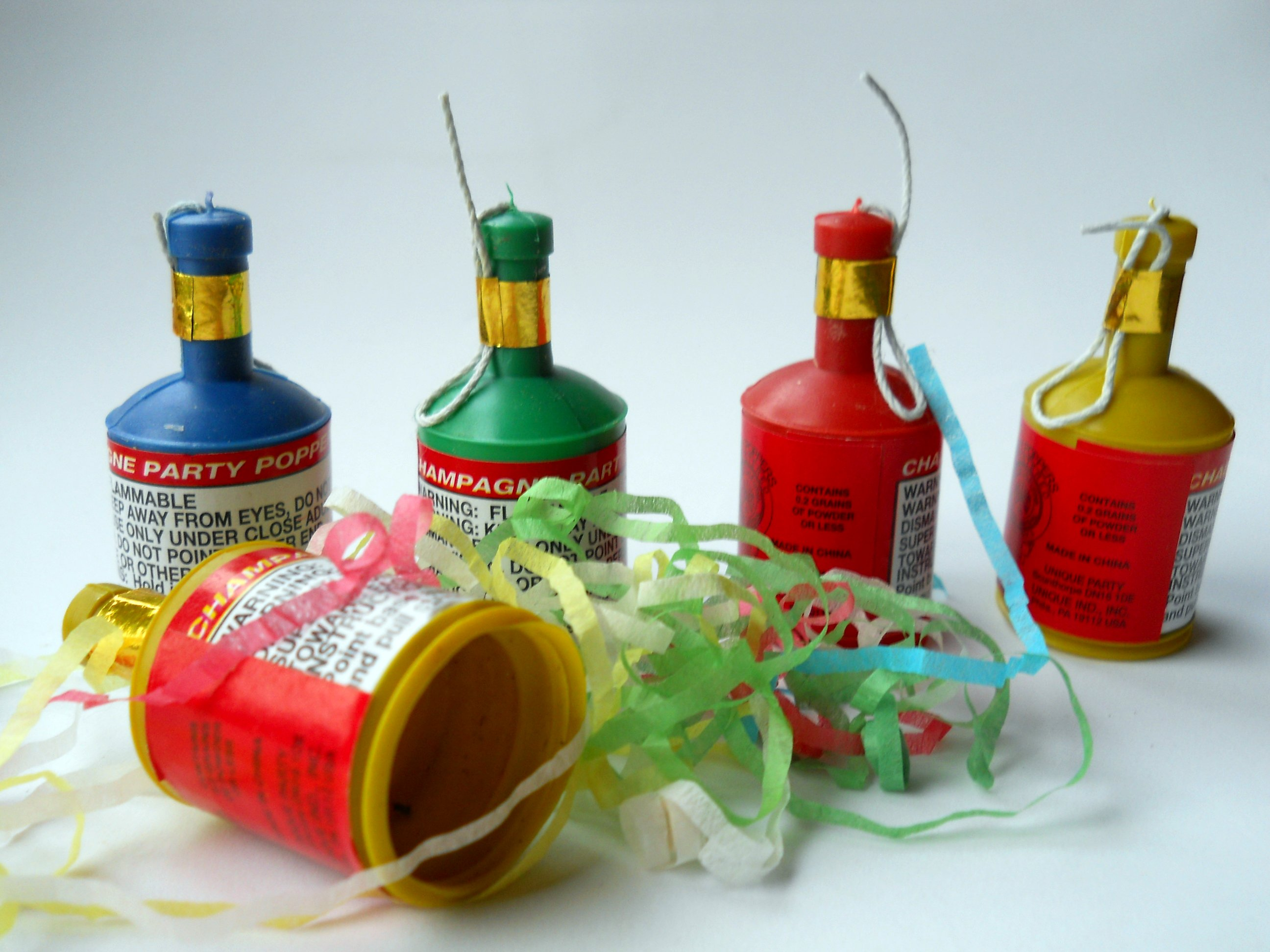
Party poppers

Een confettikanon (ook wel bekend onder de Engelse naam party popper) is een feestartikel dat beschouwd kan worden als kleinvuurwerk. Het confettikanon bestaat uit een houder waarin een springlading een hoeveelheid confetti de ruimte in jaagt ter verhoging van de algemene feestvreugde. De springlading wordt gedetoneerd door aan een touwtje te trekken of door aan de onderkant te draaien, waarachter een mechanisme zit dat te vergelijken is met dat van een knalbonbon. Bij optredens op podia wordt soms als finale confetti de lucht in geschoten met grote confettikanonnen die aan weerszijden van het podium staan. Deze worden meestal geactiveerd door de geluidstechnicus met behulp van een speciale knop op zijn bedieningspaneel. Deze confettikanonnen geven vaak een luide knal die tot in de wijde omgeving is te horen.
Het wereldrecord voor het afschieten van het hoogste aantal confettikanonnen in een minuut staat op naam van Andre Ortolf uit Duitsland die op 9 januari 2016 er 78 achter elkaar af wist te schieten.